# Ronald William Graham
Sir Ronald William Graham (Londra, 24 luglio 1870 – Londra, 26 gennaio 1949) è stato un diplomatico inglese.

## Biografia
Era il figlio maggiore di Sir Henry John Lowndes Graham. Studiò all'Eton College.

## Carriera
Nel 1892 Graham entrò nel servizio diplomatico britannico con il suo primo incarico a Parigi. Nel 1902 è stato promosso a primo segretario e ha lavorato presso il Dipartimento orientale del Foreign Office britannico, prima di trasferirsi al Cairo come consigliere.
Dopo un periodo come ministro a L'Aia, nel 1921 divenne un membro Consiglio della Corona e nominato Ambasciatore in Italia. Graham andò in pensione nel mese di novembre 1933 e divenne un fiduciario del British Museum dal 1937.

## Matrimonio
Sposò, il 17 gennaio 1912, Lady Sybil Brodrick (9 marzo 1885-3 aprile 1935), figlia di William Brodrick, I conte di Midleton. Non ebbero figli.

## Morte
Morì il 26 gennaio 1949, nella sua casa di Londra.